# فيروس إنفلونزا أ
فيروسات الإنفلونزا أ (بالإنجليزية: Influenza A virus) هي أحد أجناس فيروسات أورثوميكوفيريداي. وفيروسات الإنفلونزا أ تضم نوع واحد وهو الفيروس أ الذي تصيب الطيور وبعض أنواع الثديات. وجميع الأنواع الفرعية المعروفة من فيروسات الإنفلونزا أ تصيب بشكل خاص الطيور المائية. وانتقال العدوى من هذه الطيور إلى الطيور المستأنسة وطيور المزراع ممكن أن يؤدي إلى تفشي المرض بصورة سريعة ومن الممكن أن تؤدي إلى جائحة بين البشر. على أية حال، هناك اختلافات وراثية كبيرة بين الأنواع الفرعية التي تصيب كل من البشر والطيور.
فيروسات الإنفلونزا أ هي فيروسات رنا مجزأة وحيدة الشريطة ذات إحساس سلبي. يتم تصنيف الأنواع الفرعية العديدة وفقًا لرقم H (لنوع هيماجلوتينين) ورقم N (لنوع النورامينيداز). هناك 18 مستضد H معروفًا مختلفًا (H1 إلى H18) و 11 مستضد N معروفًا مختلفًا (N1 إلى N11). تم عزل H17N10 من خفافيش الفاكهة في عام 2012. تم اكتشاف H18N11 في خفاش بيروفي في عام 2013.
لقد تحور كل نوع فرعي من الفيروسات إلى مجموعة متنوعة من السلالات ذات الملامح المرضية المختلفة؛ بعضها مُمْرِض لنوع واحد دون البعض الآخر، وبعضها مُمْرِض لأنواع متعددة.
لقد تم تطوير لقاح إنفلونزا A مفلتر ومنقى للبشر وقام العديد من البلدان بتخزينه للسماح بإعطاء السكان بسرعة في حالة انتشار وباء إنفلونزا الطيور. يطلق على أنفلونزا الطيور أحيانًا اسم إنفلونزا الطيور، وبالعامية إنفلونزا الطيور. في عام 2011، أبلغ الباحثون عن اكتشاف جسم مضاد فعال ضد جميع أنواع فيروس ألإنفلونزا أ.

## الأنواع

رسم تخطيطي لتسميات الانفلونزا

فيروسات الإنفلونزا من النوع A هي فيروسات RNA مصنفة إلى أنواع فرعية بناءً على نوع البروتينين على سطح الغلاف الفيروسي:
H = راصة دموية (بالإنجليزية: Hemagglutinin)، وهو بروتين يتسبب في تراص خلايا الدم الحمراء.
N = نيورامينيداز (بالإنجليزية: Neuraminidase)، إنزيم يشق الروابط الجليكوسيدية لحمض السياليك أحادي السكاريد (المعروف سابقًا بحمض النورامينيك).
يعتبر الهيماجلوتينين أساسيًا للتعرف على الفيروس وربطه بالخلايا المستهدفة، وأيضًا لإصابة الخلية بعد ذلك بـ RNA. من ناحية أخرى، فإن النورامينيداز أمر بالغ الأهمية للإفراج اللاحق عن جزيئات الفيروس الابنة التي تم إنشاؤها داخل الخلية المصابة حتى تتمكن من الانتشار إلى الخلايا الأخرى.
تقوم فيروسات الأنفلونزا المختلفة بترميز بروتينات الهيماجلوتينين والنورامينيداز المختلفة. على سبيل المثال، يُعيِّن فيروس H5N1 نوعًا فرعيًا من الأنفلونزا A يحتوي على بروتين هيماجلوتينين (H) من النوع 5 وبروتين نورامينيداز من النوع 1 (N). هناك 18 نوعًا معروفًا من الهيماجلوتينين و 11 نوعًا معروفًا من النيورامينيداز، لذلك، من الناحية النظرية، هناك 198 توليفة مختلفة من هذه البروتينات ممكنة.
يتم تحديد بعض المتغيرات وتسميتها وفقًا للعزلة التي تشبهها، وبالتالي يُفترض أنها تشترك في النسب (مثل فيروس إنفلونزا فوجيان)؛ وفقًا لمضيفهم النموذجي (على سبيل المثال فيروس الأنفلونزا البشرية)؛ وفقًا لنوعهم الفرعي (مثال H3N2)؛ ووفقًا لمدى قوتها (مثال LP، مسببة للأمراض منخفضة). لذا فإن الأنفلونزا من فيروس مشابه للعزلة A / Fujian / 411/2002 (H3N2) تسمى أنفلونزا فوجيان، والإنفلونزا البشرية، وأنفلونزا H3N2.
يتم تسمية المتغيرات أحيانًا وفقًا للأنواع (المضيف) التي تتوطن فيها السلالة أو تتكيف معها. المتغيرات الرئيسية المسماة باستخدام هذه الاتفاقية هي:
- إنفلونزا الطيور
- الانفلونزا البشرية
- انفلونزا الخنازير
- انفلونزا الخيول
- انفلونزا الكلاب

كما تم تسمية المتغيرات أحيانًا وفقًا لمدى قدرتها على الموت في الدواجن، وخاصة الدجاج:
- إنفلونزا الطيور منخفضة الضراوة (LPAI)
- إنفلونزا الطيور شديدة العدوى (HPAI)، وتسمى أيضًا الأنفلونزا القاتلة أو أنفلونزا الموت

السلالات الأكثر شهرة هي سلالات منقرضة. على سبيل المثال، لم يعد النوع الفرعي السنوي من الإنفلونزا H3N2 يحتوي على السلالة التي تسببت في إنفلونزا هونج كونج.

## مواسم الإنفلونزا
الإنفلونزا السنوية (وتسمى أيضًا «الأنفلونزا الموسمية» أو «الأنفلونزا البشرية») في الولايات المتحدة. «يؤدي إلى ما يقرب من 36000 حالة وفاة وأكثر من 200000 حالة دخول إلى المستشفى كل عام. بالإضافة إلى هذه الخسائر البشرية، تعد الإنفلونزا مسؤولة سنويًا عن تكلفة إجمالية تزيد عن 10 مليارات دولار في الولايات المتحدة» تُقدر حصيلة فيروس الإنفلونزا عالميًا بحوالي 290.000-645.000 حالة وفاة سنويًا، متجاوزة التقديرات السابقة.
يتكون لقاح الإنفلونزا ثلاثي التكافؤ الذي يتم تحديثه سنويًا من مكونات بروتين سكري سطحي هيماجلوتينين (HA) من فيروسات الأنفلونزا H3N2 وH1N1 وفيروس إنفلونزا ب.
زادت المقاومة المقاسة للأدوية القياسية المضادة للفيروسات أمانتادين وريمانتادين في H3N2 من 1% في 1994 إلى 12% في 2003 إلى 91% في 2005.
«فيروسات الإنفلونزا البشرية المعاصرة H3N2 مستوطنة الآن في الخنازير في جنوب الصين ويمكن إعادة تكيفها مع فيروسات الطيور H5N1 في هذا المضيف الوسيط.»

### الجسم المضاد FI6
تم اكتشاف F16، وهو جسم مضاد يستهدف بروتين هيماجلوتينين، في عام 2011. FI6 هو الجسم المضاد الوحيد المعروف الفعال ضد جميع الأنواع الفرعية من فيروس الأنفلونزا A.

## الهيكل والتركيب الجيني

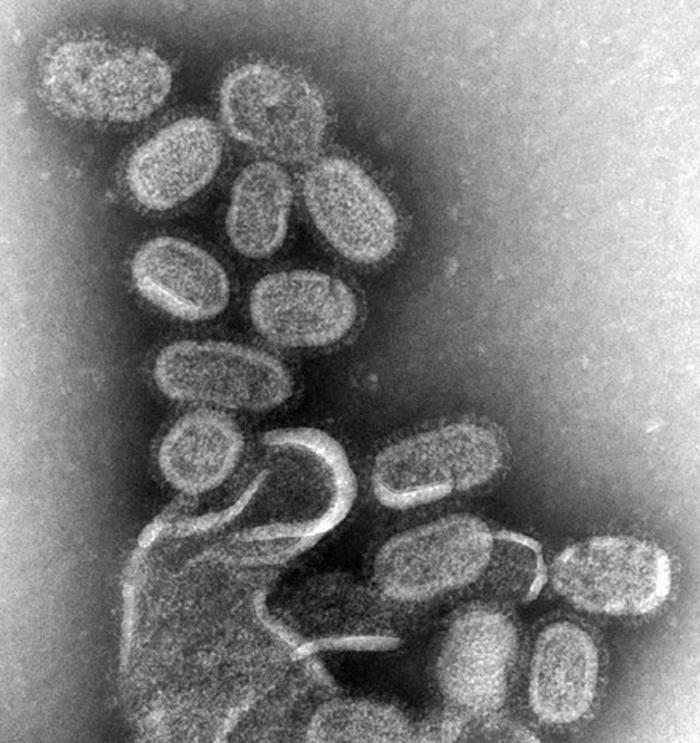
صورة مجهرية إلكترونية (TEM) لفيروس الأنفلونزا الجائحة الذي أعيد بناؤه عام 1918. يمثل الهيكل السفلي حطام الغشاء من الخلايا المستخدمة لتضخيم الفيروس. في الصورة، الجسيمات "الإهليلجية" تمثل أصغر الجسيمات التي ينتجها فيروس الأنفلونزا. غالبًا ما تشوه تقنيات التنقية الجسيمات بدون بروتوكولات التثبيت المناسبة، مما يؤدي إلى ظهور "كروي". تمتد الجسيمات الخيطية أو المتوسطة الحجم ببساطة على طول المحور الطويل على الجانب الآخر من أجزاء الجينوم.

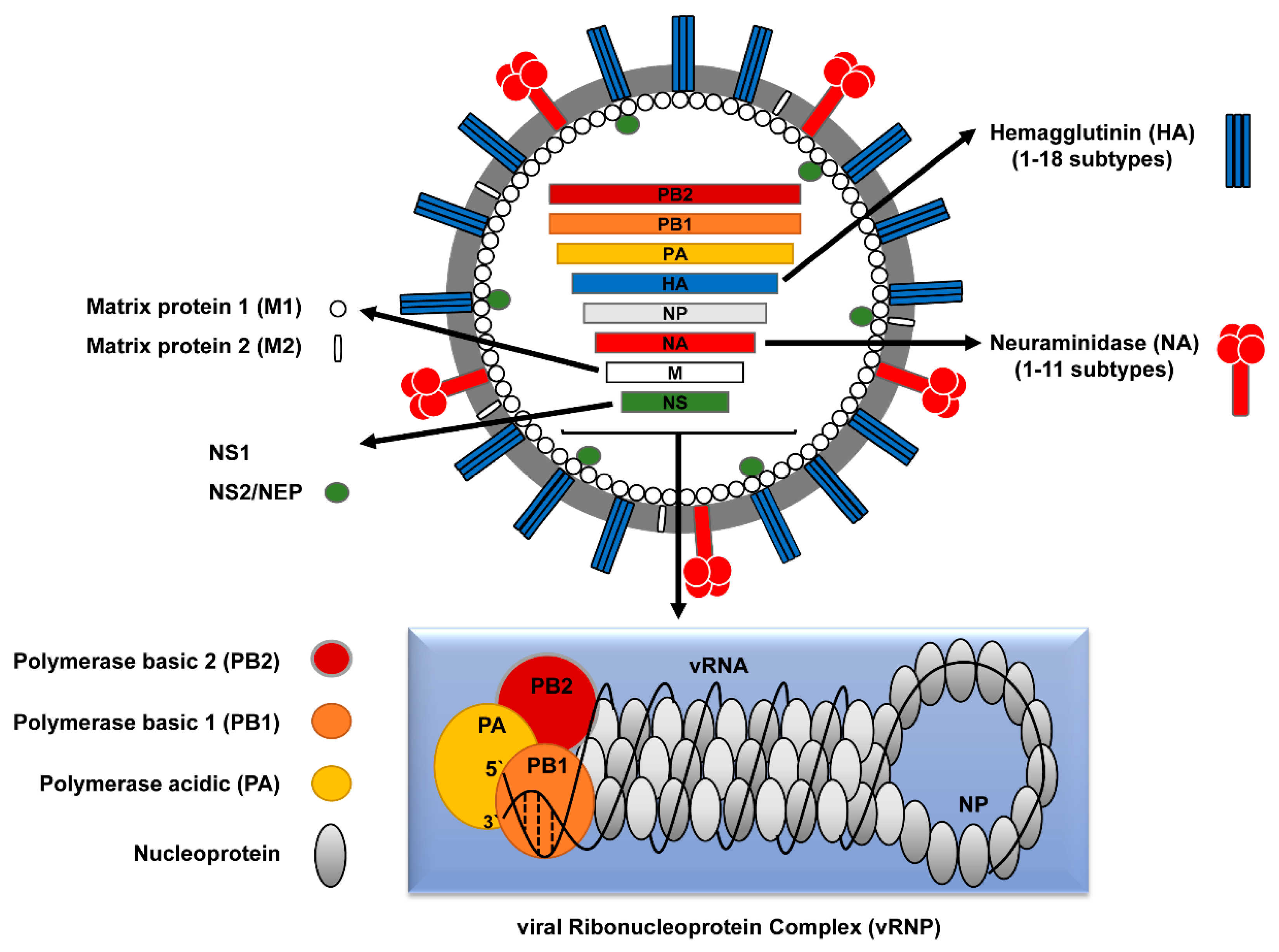
هيكل فيروس الأنفلونزا أ

إن فيروسات الإنفلونزا من النوع A متشابهة جدًا في تركيبها مع فيروسات الأنفلونزا من الأنواع B و C و D. يبلغ قطر جسيم الفيروس (ويسمى أيضًا الفيريون) 80-120 نانومترًا بحيث تتخذ أصغر الفيروسات شكلاً بيضاويًا. يختلف طول كل جسيم اختلافًا كبيرًا، نظرًا لحقيقة أن الإنفلونزا متعددة الأشكال، ويمكن أن تتجاوز عشرات الميكرومترات، مما يؤدي إلى إنتاج فيروسات خيطية. ينبع الارتباك حول طبيعة تعدد الأشكال في فيروس الإنفلونزا من ملاحظة أن السلالات المتكيفة في المختبر تفقد عادةً القدرة على تكوين خيوط وأن هذه السلالات المكيفة في المختبر كانت أول ما تم تصويره بواسطة المجهر الإلكتروني. على الرغم من هذه الأشكال المتنوعة، فإن فيروسات جميع فيروسات الأنفلونزا من النوع A متشابهة في التركيب. تتكون جميعها من غلاف فيروسي يحتوي على نوعين رئيسيين من البروتينات، ملفوفة حول قلب مركزي.
البروتينان الكبيران الموجودان على السطح الخارجي للجزيئات الفيروسية هما هيماجلوتينين (HA) ونورامينيداز (NA). HA هو بروتين يتوسط ربط الفيروس بالخلايا المستهدفة ودخول الجينوم الفيروسي إلى الخلية المستهدفة. يشارك زمالة المدمنين المجهولين في التحرر من مواقع التعلق غير المنتجة الوفيرة الموجودة في المخاط بالإضافة إلى إطلاق فيروسات النسل من الخلايا المصابة. عادة ما تكون هذه البروتينات أهدافًا للأدوية المضادة للفيروسات. علاوة على ذلك، فهي أيضًا بروتينات المستضد التي يمكن للأجسام المضادة للمضيف أن ترتبط بها وتحفز استجابة مناعية. يتم تصنيف فيروسات الأنفلونزا من النوع A إلى أنواع فرعية بناءً على نوع هذين البروتينين على سطح الغلاف الفيروسي. هناك 16 نوعًا فرعيًا من HA و 9 أنواع فرعية من NA معروفة، ولكن فقط H 1 و 2 و 3 و N 1 و 2 توجد بشكل شائع في البشر.
يحتوي اللب المركزي للفيريون على الجينوم الفيروسي والبروتينات الفيروسية الأخرى التي تحزم وتحمي المادة الوراثية. على عكس جينومات معظم الكائنات الحية (بما في ذلك البشر والحيوانات والنباتات والبكتيريا) التي تتكون من DNA مزدوج الشريطة، فإن العديد من الجينومات الفيروسية تتكون من حمض نووي مختلف أحادي السلسلة يسمى RNA. على غير العادة بالنسبة للفيروس، فإن جينوم فيروس الأنفلونزا من النوع A ليس قطعة واحدة من الحمض النووي الريبي. بدلاً من ذلك، يتكون من قطع مجزأة من الحمض النووي الريبي ذي المعنى السلبي، تحتوي كل قطعة إما على جين واحد أو اثنين من الجينات التي ترمز لمنتج جين (بروتين). مصطلح RNA ذو المعنى السلبي يعني فقط أن جينوم RNA لا يمكن ترجمته إلى بروتين مباشرة. يجب أولاً نسخها إلى RNA موجب الاتجاه قبل أن يمكن ترجمتها إلى منتجات بروتينية. تسمح الطبيعة المجزأة للجينوم بتبادل الجينات بأكملها بين السلالات الفيروسية المختلفة. يبلغ طول جينوم فيروس الإنفلونزا أ بأكمله 13588 قاعدة، وهو موجود في ثمانية أجزاء من الحمض النووي الريبي التي ترمز لما لا يقل عن 10 ولكن يصل إلى 14 بروتينًا، اعتمادًا على السلالة. يمكن أن تختلف أهمية أو وجود منتجات الجينات البديلة:
- الجزء 1 يشفر الوحدة الفرعية لبوليميراز الحمض النووي الريبي (PB2).
- يقوم الجزء 2 بترميز الوحدة الفرعية لبوليميراز الحمض النووي الريبي (PB1) وبروتين PB1-F2، الذي يؤدي إلى موت الخلية، باستخدام إطارات قراءة مختلفة من نفس مقطع الحمض النووي الريبي.
- يقوم الجزء 3 بتشفير الوحدة الفرعية لبوليميراز الحمض النووي الريبي (PA) وبروتين PA-X، الذي له دور في إيقاف نسخ المضيف.[28]
- الجزء 4 يشفر HA (هيماجلوتينين). هناك حاجة إلى حوالي 500 جزيء من هيماجلوتينين لصنع فيريون واحد. يحدد HA مدى وشدة العدوى الفيروسية في الكائن الحي المضيف.
- الجزء 5 يشفر NP، وهو بروتين نووي.
- الجزء 6 يشفر NA (النورامينيداز). هناك حاجة إلى حوالي 100 جزيء من النيورامينيداز لصنع فيريون واحد.
- الجزء 7 يشفر بروتينين مصفوفتين (M1 و M2) باستخدام إطارات قراءة مختلفة من نفس مقطع RNA. هناك حاجة إلى حوالي 3000 جزيء بروتين مصفوفة لصنع فيريون واحد.
- يشفر الجزء 8 بروتينين غير بنيويين متميزين (NS1 و NEP) باستخدام إطارات قراءة مختلفة من نفس مقطع RNA.

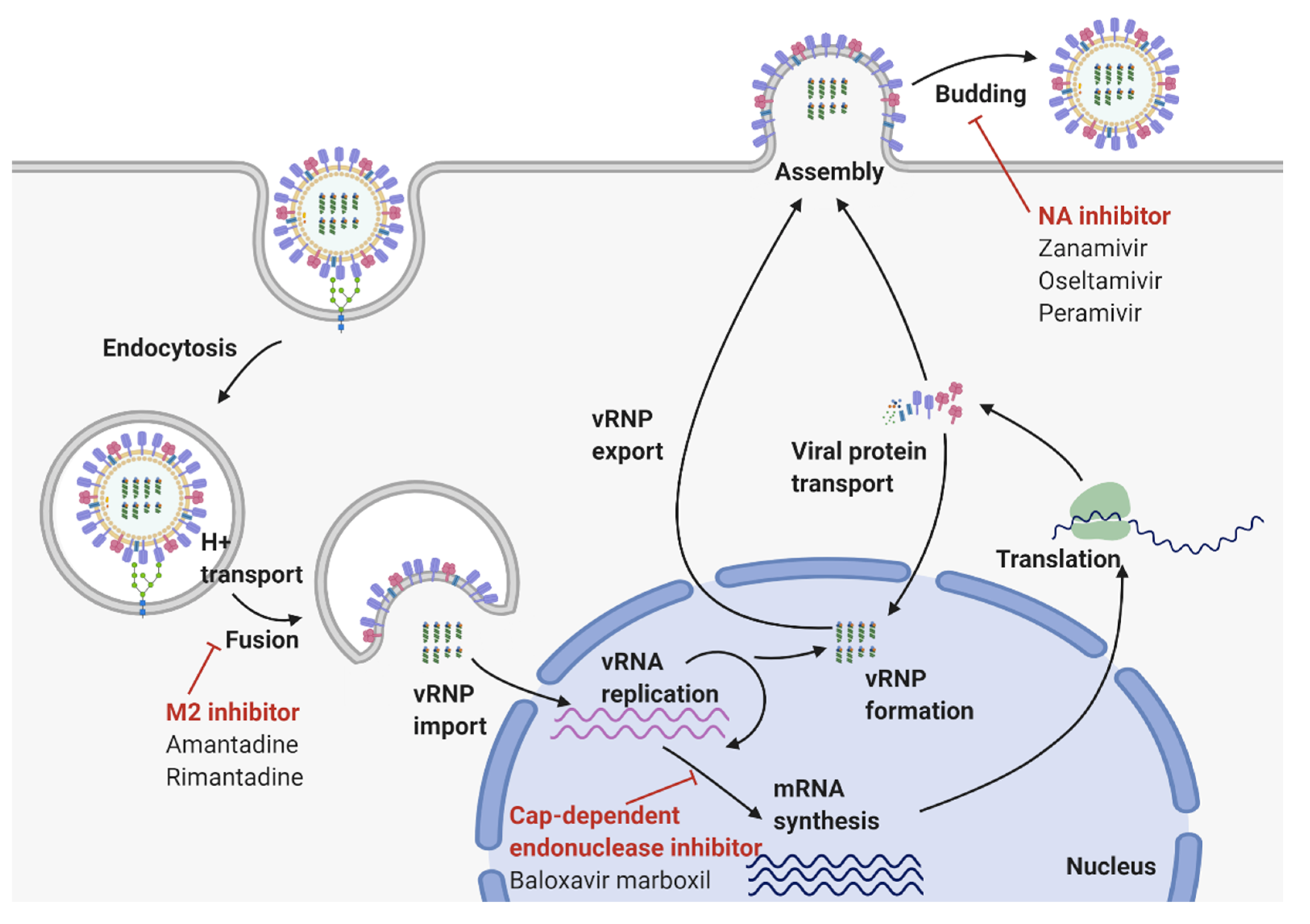
دورة تكاثر فيروس الأنفلونزا أ

تحتوي أجزاء الحمض النووي الريبي في الجينوم الفيروسي على تسلسلات أساسية مكملة في النهايات الطرفية، مما يسمح لها بالارتباط ببعضها البعض بروابط هيدروجينية. لا يمكن أن يستمر نسخ جينوم الحس الفيروسي (-) (vRNA) إلا بعد ارتباط بروتين PB2 باستضافة RNAs، مما يسمح للوحدة الفرعية PA بشق عدة نيوكليوتيدات بعد الغطاء. يعمل هذا الغطاء المشتق من المضيف والنيوكليوتيدات المصاحبة له كأساس لبدء النسخ الفيروسي. يستمر النسخ على طول vRNA حتى يتم الوصول إلى امتداد العديد من قواعد uracil، مما يؤدي إلى `` التلعثم '' حيث يكون mRNA الفيروسي الناشئ متعدد الأدينات، مما ينتج عنه نسخة ناضجة للتصدير والترجمة النووية بواسطة الآلات المضيفة.
يحدث تخليق الحمض النووي الريبي في نواة الخلية، بينما يحدث تخليق البروتينات في السيتوبلازم. بمجرد أن يتم تجميع البروتينات الفيروسية في فيريونات، تغادر الفيريونات المجمعة النواة وتهاجر نحو غشاء الخلية. يحتوي غشاء الخلية المضيفة على بقع من بروتينات الغشاء الفيروسي (HA و NA و M2) وطبقة أساسية من البروتين M1 والتي تساعد الفيروسات المجمعة على التبرعم عبر الغشاء، وإطلاق الفيروسات المغلفة النهائية في السائل خارج الخلية.

## إعادة تنشيط التعددية
فيروس ألإنفلونزا قادر على إعادة التنشيط المتعدد بعد تعطيله بواسطة الأشعة فوق البنفسجية، أو عن طريق الإشعاع المئين. إذا كان أي من خيوط الحمض النووي الريبي الثمانية التي تشكل الجينوم يحتوي على تلف يمنع التكاثر أو التعبير عن الجين الأساسي، فإن الفيروس غير قابل للحياة عندما يصيب وحده خلية (عدوى واحدة). ومع ذلك، عندما يصيب اثنان أو أكثر من الفيروسات التالفة نفس الخلية (عدوى متعددة)، يمكن إنتاج فيروسات ذرية قابلة للحياة بشرط أن يكون كل جزء من الأجزاء الجينومية الثمانية موجودًا في نسخة واحدة على الأقل غير تألفة. أي أن إعادة تنشيط التعددية يمكن أن تحدث.
عند الإصابة، يتسبب فيروس الإنفلونزا في استجابة مضيفة تتضمن زيادة إنتاج أنواع الأكسجين التفاعلية، وهذا يمكن أن يؤدي إلى تلف جينوم الفيروس. إذا كان بقاء الفيروس، في ظل الظروف الطبيعية، عرضة عادةً لتحدي الضرر التأكسدي، فمن المحتمل أن يكون تنشيط التعددية مفيدًا بشكل انتقائي كنوع من عملية الإصلاح الجينومي. لقد تم اقتراح أن إعادة تنشيط التعددية التي تتضمن جينومات RNA مجزأة قد تكون مشابهة لأقدم شكل متطور من التفاعل الجنسي في عالم الحمض النووي الريبي الذي من المحتمل أن يسبق عالم الحمض النووي. (انظر أيضًا فرضية عالم RNA.)

## فيروس الإنفلونزا البشرية

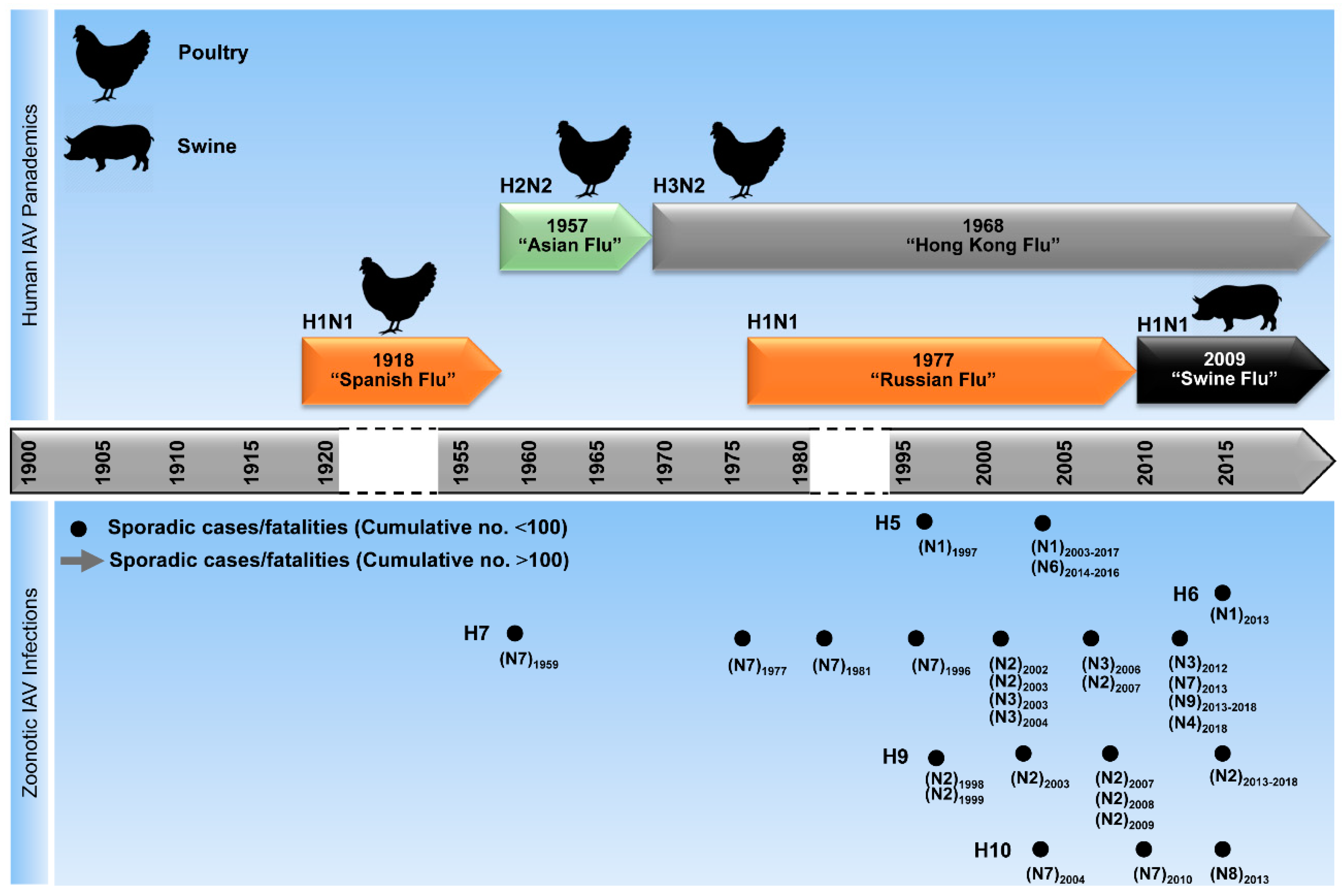
الجدول الزمني لأوبئة الأنفلونزا والأوبئة التي يسببها فيروس الأنفلونزا أ

يشير «فيروس الأنفلونزا البشرية» عادة إلى تلك الأنواع الفرعية التي تنتشر على نطاق واسع بين البشر. H1N1 و H1N2 و H3N2 هي الأنواع الفرعية الوحيدة المعروفة لفيروسات الإنفلونزا أ المنتشرة حاليًا بين البشر.
العوامل الوراثية في التمييز بين «فيروسات الأنفلونزا البشرية» و «فيروسات أنفلونزا الطيور» تشمل:
PB2: (RNA polymerase): موضع حمض أميني (أو بقايا) 627 في بروتين PB2 المشفر بواسطة جين PB2 RNA. حتى H5N1، كان لدى جميع فيروسات إنفلونزا الطيور المعروفة حمض الجلوتاميك في الموضع 627، بينما كانت جميع فيروسات الإنفلونزا البشرية تحتوي على ليسين.
HA: (hemagglutinin): إنفلونزا الطيور HA تربط مستقبلات حمض السياليك ألفا 2 - 3، بينما الإنفلونزا البشرية HA تربط مستقبلات حمض السياليك ألفا 2-6. تمتلك فيروسات أنفلونزا الخنازير القدرة على ربط كلا النوعين من مستقبلات حمض السياليك.
عادة ما تشمل أعراض الإنفلونزا البشرية الحمى والسعال والتهاب الحلق وآلام العضلات والتهاب الملتحمة، وفي الحالات الشديدة، مشاكل التنفس والالتهاب الرئوي الذي قد يكون قاتلاً. ستعتمد شدة العدوى في جزء كبير منها على حالة الجهاز المناعي للشخص المصاب وما إذا كانت الضحية قد تعرضت للإجهاد من قبل، وبالتالي فهي محصنة جزئيًا. تظهر دراسات المتابعة حول تأثير الستاتينات على تكاثر فيروس الإنفلونزا أن المعالجة المسبقة للخلايا بأتورفاستاتين تثبط نمو الفيروس في المزرعة.
إنفلونزا الطيور H5N1 شديدة الإمراض لدى البشر أسوأ بكثير، حيث تقتل 50% من البشر الذين يصابون بها. في إحدى الحالات، أصيب صبي مصاب بفيروس H5N1 بإسهال تلاه غيبوبة بسرعة دون ظهور أعراض تنفسية أو أعراض تشبه أعراض الإنفلونزا.
الأنواع الفرعية لفيروس الإنفلونزا أ التي تم تأكيدها في البشر، مرتبة حسب عدد الوفيات الناجمة عن الجائحة البشرية المعروفة، هي:
- تسبب فيروس H1N1 في حدوث «الأنفلونزا الإسبانية» عام 1918 ووباء إنفلونزا الخنازير عام 2009.
- تسبب فيروس H2N2 في حدوث «الأنفلونزا الآسيوية» في أواخر الخمسينيات من القرن الماضي.
- تسبب فيروس H3N2 في «أنفلونزا هونج كونج» في أواخر الستينيات.
- يعتبر H5N1 تهديدًا عالميًا لجائحة الأنفلونزا من خلال انتشاره في منتصف العقد الأول من القرن الحادي والعشرين.
- H7N9 هو المسؤول عن وباء عام 2013 في الصين[39] واعتبره الدكتور مايكل جرير، مؤلف كتاب How Not to Die، أن يكون لديه أكبر تهديد وبائي من فيروسات الإنفلونزا A.[40]
- فيروس H7N7 له بعض الإمكانات الحيوانية المصدر: نادرًا ما تسبب المرض في البشر.[41][42]
- إن H1N2 مستوطن حاليًا في الخنازير ولكن ليس في البشر.[43]
- H9N2، H7N2، H7N3، H5N2، وH10N7.

### H1N1

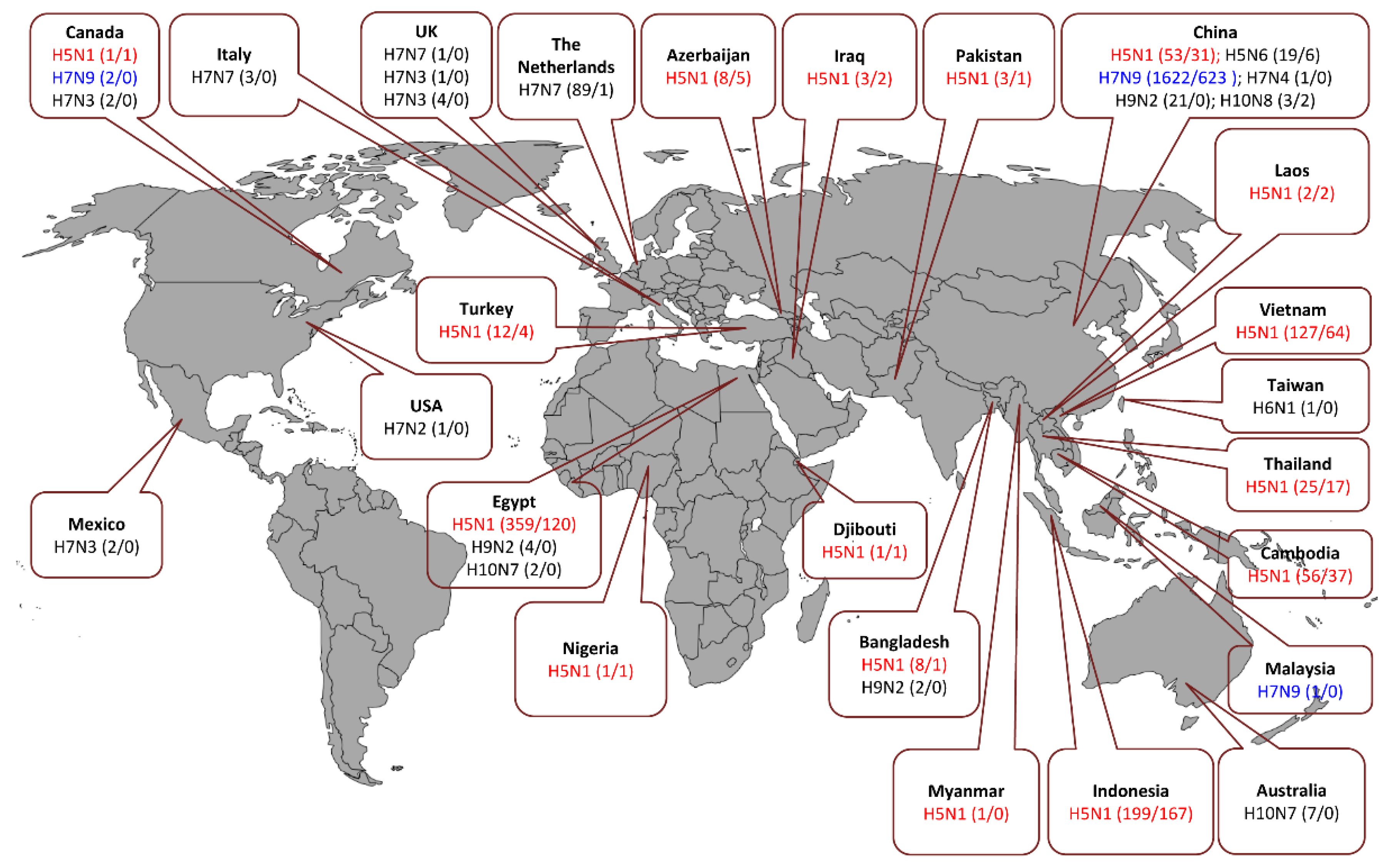
الحالات البشرية والوفيات الناجمة عن الأنواع الفرعية لفيروس الأنفلونزا أ

كان H1N1 مسؤولاً عن جائحة عام 2009 في كل من البشر والخنازير. كان أحد أنواع H1N1 مسؤولاً عن وباء الإنفلونزا الإسبانية الذي قتل ما يقرب من 50 مليون إلى 100 مليون شخص في جميع أنحاء العالم على مدار عام تقريبًا في عامي 1918 و 1919. تم تسمية متغير آخر بأنه تهديد وبائي في وباء إنفلونزا 2009. نشأ الجدل في أكتوبر 2005، بعد نشر جينوم H1N1 في مجلة ساينس، بسبب مخاوف من إمكانية استخدام هذه المعلومات في الإرهاب البيولوجي.

### H1N2
H1N2 حاليا  متوطنة في كل من الإنسان  ومجموعات الخنازير. يبدو أن سلالة H1N2 الجديدة نتجت عن إعادة تصنيف جينات السلالة الحالية  انتشار الأنفلونزا H1N1 و H3N2. يشبه بروتين Hemagglutinin الخاص بفيروس H1N2 البروتين الموجود حاليًا  فيروسات H1N1 المنتشرة، وبروتين النيورامينيداز مشابه لبروتين التيار   فيروسات H3N2.

### H2N2
نشأت الأنفلونزا الآسيوية، وهي تفشي وبائي لأنفلونزا الطيور H2N2، في الصين في عام 1957، وانتشرت في جميع أنحاء العالم في نفس العام الذي تم فيه تطوير لقاح الإنفلونزا، واستمر حتى عام 1958 وتسبب في وفاة ما بين مليون وأربعة ملايين شخص.

### H3N2
H3N2 حاليا  مستوطنة في كل من البشر والخنازير. تطورت من H2N2 عن طريق التحول المستضدي وتسببت في وباء إنفلونزا هونج كونج في عام 1968 و 1969، والذي قتل ما يصل إلى 750,000. قتل شكل حاد من فيروس H3N2 العديد من الأطفال في الولايات المتحدة في أواخر عام 2003.
السلالة السائدة من الأنفلونزا السنوية في يناير 2006 كانت H3N2. زادت المقاومة المقاسة للأدوية القياسية المضادة للفيروسات أمانتادين وريمانتادين في H3N2 من 1% في 1994 إلى 12% في 2003 إلى 91% في 2005. فيروسات الأنفلونزا البشرية H3N2 هي الآن  مستوطنة في الخنازير في جنوب الصين، حيث تنتشر مع فيروسات الطيور H5N1.

### H5N1
H5N1 هو التهديد الرئيسي لجائحة الأنفلونزا في العالم.[بحاجة لمصدر]

### H5N2
قالت وزارة الصحة اليابانية في يناير 2006 أن عمال مزارع الدواجن في محافظة إيباراكي ربما تعرضوا لـ H5N2 في عام 2005. زاد عيار الأجسام المضادة H5N2 من الأمصال المقترنة لـ 13 شخصًا أربعة أضعاف أو أكثر.

### H5N9
تسببت سلالة شديدة الإمراض من فيروس H5N9 في اندلاع إنفلونزا طفيفة في عام 1966 في أونتاريو ومانيتوبا، كندا في الديوك الرومية.

### H7N2
تم العثور على شخص واحد في نيويورك في عام 2003، وشخص آخر في فرجينيا في عام 2002، لديهم أدلة مصلية على الإصابة بفيروس H7N2.[بحاجة لمصدر] كلاهما تعافى تمامًا.[إخفاق التحقق]

### H7N3
في أمريكا الشمالية، تم تأكيد وجود سلالة إنفلونزا الطيور H7N3 في العديد من مزارع الدواجن في كولومبيا البريطانية في فبراير 2004. اعتبارًا من أبريل 2004، تم وضع 18 مزرعة في الحجر الصحي لوقف انتشار الفيروس. تم تأكيد حالتين من البشر مصابين بإنفلونزا الطيور في تلك المنطقة. وشملت الأعراض التهاب الملتحمة ومرض خفيف شبيه بالإنفلونزا. كلاهما تعافى تماما.

### H7N7
H7N7 لديه إمكانات غير عادية للإصابة بالحيوان. في عام 2003 في هولندا، تم تأكيد إصابة 89 شخصًا بعدوى فيروس الإنفلونزا H7N7 بعد تفشي المرض في الدواجن في العديد من المزارع. تم تسجيل حالة وفاة واحدة.

### H7N9
في 2 أبريل 2013، أكد مركز حماية الصحة (CHP) التابع لوزارة الصحة في هونغ كونغ أربع حالات أخرى في مقاطعة جيانغسو بالإضافة إلى الحالات الثلاث المبلغ عنها في البداية في 31 مارس 2013. يمتلك هذا الفيروس أيضًا أكبر احتمالية لوباء الأنفلونزا بين جميع الأنواع الفرعية للإنفلونزا أ.

### H9N2
تم تأكيد الإصابة بمرض إنفلونزا الطيور A (H9N2) المنخفض في عام 1999، وفي الصين وهونج كونج لطفلين، وفي عام 2003 في هونج كونج لطفل واحد. تعافى الثلاثة بالكامل.[إخفاق التحقق]

### H10N7
في عام 2004، في مصر، تم الإبلاغ عن H10N7 لأول مرة في البشر. تسبب في مرض رضيعين في مصر. كان والد أحد الأطفال تاجر دواجن.

## التطور

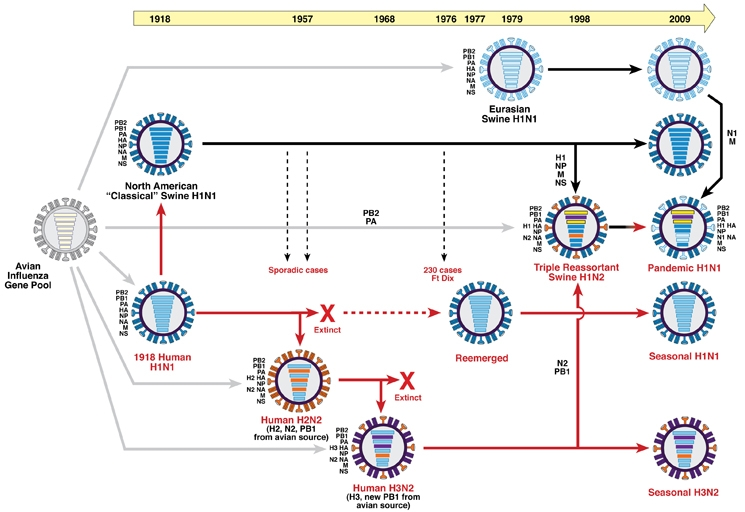
التطور الجيني لفيروسات إنفلونزا البشر والخنازير، 1918 - 2009

وفقًا لجيفري توبنبرغر:
«جميع أوبئة الأنفلونزا أ منذ [جائحة الإنفلونزا الإسبانية]، وفي الواقع جميع حالات الإنفلونزا A في جميع أنحاء العالم تقريبًا (باستثناء الإصابات البشرية من فيروسات الطيور مثل H5N1 و H7N7)، سببها المتحدرين من فيروس عام 1918، بما في ذلك» الانجراف «فيروسات H1N1 وفيروسات H2N2 و H3N2 المعاد تصنيفها. وتتكون الأخيرة من جينات رئيسية من فيروس عام 1918، تم تحديثها لاحقًا بواسطة جينات إنفلونزا الطيور المدمجة التي ترمز لبروتينات سطحية جديدة، مما يجعل فيروس عام 1918 بالفعل» أم«جميع الأوبئة.»
استخدم باحثون من المعاهد الوطنية للصحة بيانات من مشروع تسلسل جينوم الإنفلونزا وخلصوا إلى أنه خلال فترة العشر سنوات التي تم فحصها، لم يُظهر جين هيماجلوتينين في H3N2 في معظم الأوقات أي فائض كبير في الطفرات في مناطق المستضدات بينما هناك تنوع متزايد من سلالات المتراكمة. نتج عن ذلك أن أحد المتغيرات حقق في نهاية المطاف لياقة أعلى، وأصبح مهيمنًا، وفي فترة وجيزة من التطور السريع، واكتسح بسرعة السكان والقضاء على معظم المتغيرات الأخرى. في التطور قصير المدى لفيروس الأنفلونزا أ، وجدت دراسة أجريت عام 2006 أن العمليات العشوائية أو العشوائية هي عوامل رئيسية. يبدو أن تطور مستضد HA لفيروس الأنفلونزا A يتميز أكثر من خلال القفزات المتقطعة والمتقطعة مقابل معدل ثابت للتغير المستضدي. باستخدام التحليل الوراثي لـ 413 جينومًا كاملًا من فيروسات الإنفلونزا البشرية التي تم جمعها في جميع أنحاء ولاية نيويورك، وفقًا لمؤلفي Nelson et al. كان عام 2006 قادراً على إظهار أن التنوع الجيني، وليس الانجراف المستضدي، هو الذي شكل التطور قصير المدى للإنفلونزا أ من خلال الهجرة العشوائية وإعادة التصنيف. يهيمن على تطور هذه الفيروسات الاستيراد العشوائي لسلالات فيروسية مختلفة وراثيًا من مواقع جغرافية أخرى وبدرجة أقل عن طريق الانتقاء الطبيعي. في غضون موسم معين، يكون التطور التكيفي نادرًا وله تأثير ضعيف بشكل عام كما يتضح من البيانات التي تم جمعها من 413 جينومًا. كشف التحليل الوراثي أن السلالات المختلفة مشتقة من مادة وراثية مستوردة حديثًا مقارنة بالعزلات التي كانت متداولة في نيويورك في المواسم السابقة. لذلك، كان تدفق الجينات داخل وخارج هذه المجموعة، وليس الانتقاء الطبيعي، أكثر أهمية على المدى القصير.

## حيوانات أخرى
انظر H5N1 لمعرفة الوباء الحالي (وباء في غير البشر) وبانزوتيك (بالإنجليزية: panzootic) (مرض يصيب الحيوانات الكثير من الأنواع وخاصة على مساحة واسعة) من إنفلونزا H5N1

### إنفلونزا الطيور
يعمل الطير كناقل طبيعي لفيروسات الأنفلونزا أ بدون أعراض. قبل الحالي   H5N1 الوبائي، سلالات من فيروس الأنفلونزا أ قد ثبت أنها تنتقل من الطيور البرية إلى الطيور والخنازير والخيول والفقمة والحيتان والبشر فقط. وفقط بين البشر والخنازير وبين البشر والطيور الداجنة؛ وليس المسارات الأخرى مثل الطيور الداجنة إلى الخيول. الطيور المائية البرية هي المضيف الطبيعي لمجموعة كبيرة ومتنوعة من فيروسات الأنفلونزا أ. من حين لآخر، تنتقل الفيروسات من هذه الطيور إلى أنواع أخرى وقد تتسبب بعد ذلك في تفشي مرض مدمر في الطيور الداجنة أو تؤدي إلى انتشار وباء الإنفلونزا البشرية. ثبت أن فيروس H5N1 ينتقل إلى النمور والفهود والقطط المنزلية التي تتغذى بالفيروس على طيور منزلية غير مطهية (دجاج). عبرت فيروسات H3N8 من الخيول وتسببت في تفشي المرض في الكلاب. أُصيبت فئران المختبر بنجاح بمجموعة متنوعة من الأنماط الجينية لإنفلونزا الطيور. تنتشر فيروسات الإنفلونزا أ في الهواء وفي السماد الطبيعي، وتعيش لفترة أطول في الطقس البارد. كما يمكن أن تنتقل عن طريق الأعلاف والمياه والمعدات والملابس الملوثة؛ ومع ذلك، لا يوجد دليل على أن الفيروس يمكن أن يعيش في اللحوم المطبوخة جيدًا. تختلف الأعراض عند الحيوانات، لكن السلالات الخبيثة يمكن أن تسبب الموت في غضون أيام قليلة. فيروسات إنفلونزا الطيور أن المنظمة العالمية للصحة الحيوانية واختبار الآخرين لللأمراض الدواجن السيطرة تشمل H5N1، H7N2، H1N7، H7N3، H13N6، H5N9، H11N6، H3N8، H9N2، H5N2، H4N8، H10N7، H2N2، H8N4، H14N5، H6N5، و H12N5.
فاشيات معروفة في الدواجن بين عامي 1959-2003
| السنة | المنطقة                       | أصيب بها        | النوع                   |
| ----- | ----------------------------- | --------------- | ----------------------- |
| 1959  | اسكتلندا                      | الدجاج          | إتش 5 إن 1              |
| 1963  | إنكلترا                       | ديك رومي        | إنفلونزا الطيور         |
| 1966  | أونتاريو - كندا               | ديك رومي        | فيروس الإنفلونزا أ H5N9 |
| 1976  | فيكتوريا - أستراليا           | دجاج            | إنفلونزا الطيور         |
| 1979  | ألمانيا                       | دجاج            | إنفلونزا الطيور         |
| 1979  | إنكلترا                       | ديك رومي        | إنفلونزا الطيور         |
| 1983  | بينسلفانيا - الولايات المتحدة | دجاج - ديك رومي | إنفلونزا الطيور         |
| 1983  | إيرلندا                       | ديك رومي        | فيروس الإنفلونزا أ H5N8 |
| 1985  | فيكتوريا - أستراليا           | دجاج            | إنفلونزا الطيور         |
| 1991  | إنكلترا                       | ديك رومي        | إتش 5 إن 1              |
| 1992  | فيكتوريا - أستراليا           | دجاج            | إنفلونزا الطيور         |
| 1994  | كوينزلاند - أستراليا          | دجاج            | إنفلونزا الطيور         |
| 1994  | المكسيك                       | دجاج            | إنفلونزا الطيور         |
| 1994  | باكستان                       | دجاج            | إنفلونزا الطيور         |
| 1997  | نيو سوث ويلز - أستراليا       | دجاج            | فيروس الإنفلونزا أ H7N4 |
| 1997  | هونغ كونغ                     | دجاج            | إتش 5 إن 1              |
| 1997  | إيطاليا                       | دجاج            | إنفلونزا الطيور         |
| 1999  | إيطاليا                       | ديك رومي        | فيروس الإنفلونزا أ H7N1 |
| 2002  | هونغ كونغ                     | دجاج            | إتش 5 إن 1              |
| 2002  | شيلي                          | دجاج            | إنفلونزا الطيور         |
| 2003  | هولندا                        | دجاج            | إنفلونزا الطيور         |
| 2013  | الصين                         | حمام            | H9N7                    |

*انتشار المرض بشكل كبير في العديد من المزارع مما أدى إلى خسائر اقتصادية كبيرة. اشتملت معظم حالات التفشي الأخرى على انتشار ضئيل أو معدوم من المزارع المصابة في البداية.
تم تسجيل أكثر من 400 حالة وفاة من فقمة الموانئ في نيو إنجلاند بين ديسمبر 1979 وأكتوبر 1980، من الالتهاب الرئوي الحاد الناجم عن فيروس الأنفلونزا، A / Seal / Mass / 1/180 (H7N7).

### إنفلونزا الخنازير
الفيروسات المستوطنة في الخنازير هي H1N1 وH1N2 وH3N1 وH3N2.

### إنفلونزا الحصان
تم عزل الفيروسات المسببة لإنفلونزا الحصان مرة واحدة عام 1956 وهما H7N7 و H3N8.

### إنفلونزا الكلاب
تصيب إنفلونزا الكلاب (H3N8) كلاب الصيد بصفة خاصة. وتؤدي إلى أمراض الجهاز التنفسي وقد تفضي بموت الكلب. وعزل هذا الفيروس في فلوريدا عام 2004

### H3N8
الفيروس H3N8 مستوطن في الطيور والكلاب والحصن.

## الفيروس عند البشر
الفيروسات المعروفة في التسبب بأمراض لدى الإنسان هي:
- H1N1 - سببت وباء إنفلونزا 1918 وإنفلونزا الخنازير عام 2009.
- H2N2 - سببت إنفلونزا آسيا.
- H3N2 - سببت إنفلونزا هونغ كونغ.
- H5N1 - سببت إنفلونزا الطيور.
- H1N2 - مستوطنة لدى البشر والخنازير.
- H9N2 و H7N2 و H7N3 و H5N2 وH10N7

## قائمة الأنواع الفرعية
يحتوي فيروس الإنفلونزا أ على الأنواع الفرعية التالية:
- فيروس الإنفلونزا أ H1N1
- فيروس الإنفلونزا أ H1N2
- فيروس الإنفلونزا أ H2N2
- فيروس الإنفلونزا أ H2N3
- فيروس الإنفلونزا أ H3N1
- فيروس الإنفلونزا أ H3N2
- فيروس الإنفلونزا أ H3N8
- فيروس الإنفلونزا أ H5N1
- فيروس الإنفلونزا أ H5N2
- فيروس الإنفلونزا أ H5N3
- فيروس الإنفلونزا أ H5N6
- فيروس الإنفلونزا أ H5N8
- فيروس الإنفلونزا أ H5N9
- فيروس الإنفلونزا أ H6N1[الإنجليزية]
- فيروس الإنفلونزا أ H6N2[الإنجليزية]
- فيروس الإنفلونزا أ H7N1
- فيروس الإنفلونزا أ H7N2
- فيروس الإنفلونزا أ H7N3
- فيروس الإنفلونزا أ H7N4
- فيروس الإنفلونزا أ H7N7
- فيروس الإنفلونزا أ H7N9
- فيروس الإنفلونزا أ H9N2
- فيروس الإنفلونزا أ H10N7
- فيروس الإنفلونزا أ H10N8
- فيروس الإنفلونزا أ H11N2
- فيروس الإنفلونزا أ H11N9
- فيروس الإنفلونزا أ H17N10
- فيروس الإنفلونزا أ H18N11

## روابط خارجية
- Influenza Research Database – Database of influenza genomic sequences and related information.
- Health-EU portal الاتحاد الأوروبي response to influenza